# Дірментобе
Дірментобе́ (каз. Диірментөбе) — станційне селище у складі Кармакшинського району Кизилординської області Казахстану. Входить до складу Жосалинського сільського округу.
У радянські часи селище називалось Дюрменьтюбе.
Населення — 47 осіб (2021; 135 у 2009, 129 у 1999, 16 у 1989).